# Ha*Ash
Ha*Ash je američki glazbeni duo iz Lake Charles, Louisiana. Sastav je 2002. godine osnovao vokalist Hanna Nicole i Ashley Grace. Duo je najbolje poznat po singlovima "Lo aprendí de ti" i "Perdón, perdón".

## Članovi sastava
Sadašnji članovi
- Hanna Nicole – glavni vokali, glasovir, guitar, klavijature, usna harmonika, mandolina (2002.–danas.)[4]
- Ashley Grace – glavni vokali, glasovir, guitar, klavijature, melodika (2002.–danas.)[4]

| Sadašnji koncertni članovi - Mateo Aguilar – glasovir, klavijature (2005. – 2009., 2011.–danas.) - Ricardo Cortez – bas-gitara, guitar, bubnjevi, mandolina (2015.–danas.) - Rodrigo "Oso" Duarte – violončelo, bas-gitara, guitar (2015.–danas.) - Fernando Ruiz – bas-gitara, guitar (2015.–danas.) - Gerardo "Tito" Ruelas – bass, guitar (2018.–danas.) | Bivšikoncertni članovi - Maximiliano Borghetti Imerito – glasovir, klavijature (2003. – 2005.) - Celso Duarte – violina (2003. – 2007.) - Rodrigo Baills – guitar (2003. – 2014.) - Rick Jeschke Deliz – guitar (2008. – 2014.) - Uriel Natenzon – bas-gitara (2008. – 2014.) - Eddy Vega – bubnjevi (2008. – 2014.) - Lary Ruiz – bas-gitara, guitar (2015. – 2017.) |

## Diskografija
| - Ha*Ash (2003.) - Mundos opuestos (2005.) - Habitación doble (2008.) - A tiempo (2011.) - 30 de febrero (2017.) | - Primera fila: Hecho realidad (2014.) - Ha*Ash: En vivo (2019.) |

## Vanjske poveznice
- Službena web stranica